# Arctous
Genre
Arctous est un genre de plantes à fleurs de la famille des Ericaceae, sous-famille des Arbutoideae, originaire des régions circumboréales et subalpines de l'hémisphère nord, qui compte  trois espèces acceptées.

## Liste d'espèces
Selon Plants of the World online (POWO) (30 janvier 2022) :
- Arctous alpina  (L.) Nied. (syn. Arctostaphylos alpina (L.) Spreng.)
- Arctous microphylla  C.Y.Wu
- Arctous rubra (Rehder & E.H.Wilson) Nakai